# アガスティアの葉

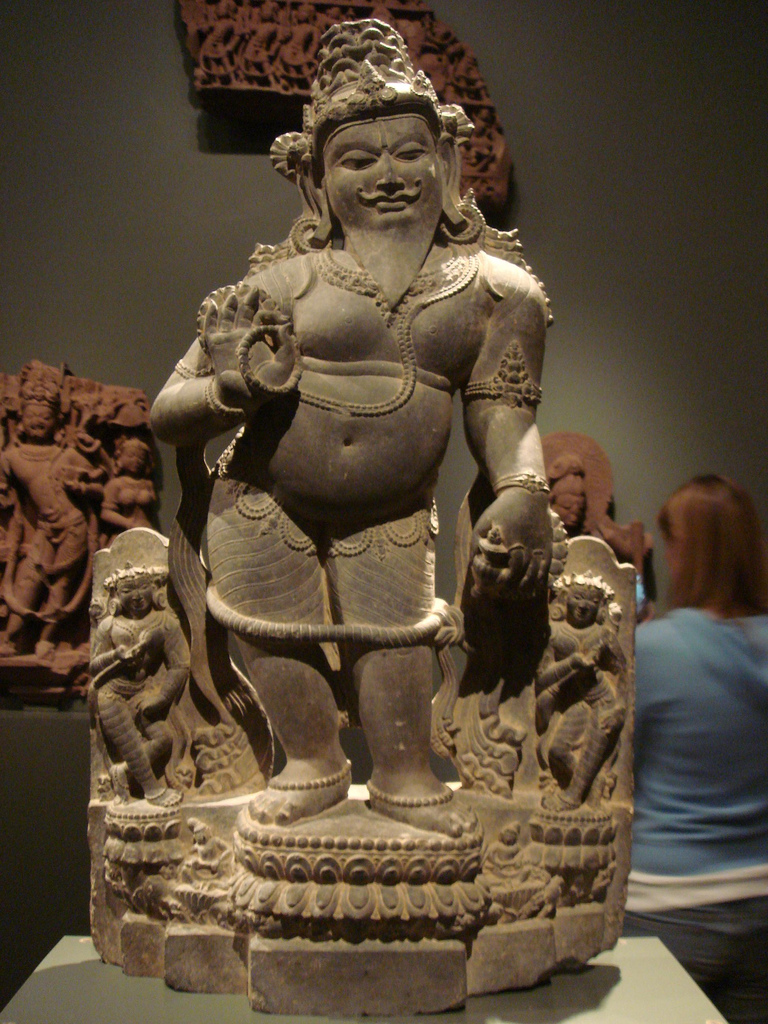
アガスティアの彫像（12世紀）

アガスティアの葉（アガスティアのは）とは、インド南部の風俗で、古代のリシ（聖仙）が残した個人に関する予言が書かれているとされるヤシの葉の貝葉の写本の一種である。インド南部で古くからおこなわれたナディ占星術では、古代の偉大な賢人たちは、全ての人間の過去、現在、未来を知っており、これらを木の樹皮やヤシの葉に記録したという信念があり、これらの経典が連綿と伝えられていると信じられている。日本では、リシの一人アガスティアの残した予言が記されているとされる葉、アガスティア・ナディが、アガスティアの葉と呼ばれ、1994年から一時ブームになった。

## ナディ占星術
ナディ占星術は、古代の賢人たちによって書かれた木の樹皮やヤシの葉に書かれたテキストを通じて、全ての人間の過去、現在、未来を解読でき、彼らの智慧の恩恵にあやかることができるという古くからの信念に基づいている。タミル語の「ナディ」という用語は、「～を求めて」を意味する。ナディ占星術は、タミルナードゥ州だけでなく、ケーララ州や南インドの他の隣接する地域でも行われている。過去・現在・未来の秘密の予言が書れているという経典は、千年前の南インドのチョーラ朝の時代に分類されたと広く信じられており、これらの発見を最初に記録したとされるリシと賢人にちなんで、シュカ・ナディ（シュカはヴィヤーサの息子）、カウシカ・ナディ、ブラフマ・ナディ、アガスティヤ・ナディと名付けられた。伝説によると、これら予言が書かれているというナディは、インドの様々な地域に散らばっており、いくつかはタミルナードゥで最初に発見されたという。
ナディは、古代タミル語で、詩の形、つまり定型詩や二行連句で書かれているため、解読が難しく、長年にわたってこの形式の占星術を研究してきた専門の言語学者だけが解読可能とされる。波動の研究者で、アガスティアの葉ブームの際に関連書を出版した深野一幸は、葉のテキストは古代タミル語で書かれており、ナディ・リーダーと呼ばれる人たちが現代タミル語に翻訳すると説明している。
予言はナディ・グランタと呼ばれ、16の章（Kandam）からなる写本である。何千年も前のリシが書いたという原本ではない。写本の各章では、依頼者の家族、職業、結婚、子供、将来の出来事、病気、繁栄、家族、友人、悪い習慣や付き合い、精神的傾向、吉兆、死、外国旅行、訴訟、人生の全容について詳しく述べられていという。また、現在の出生が抱えるカルマの原因と、適切なやり方でそれを克服する方法も示されているという。リシによる予言は時間を超越しており、両親の名前、人生における現在の立場、予言を求める理由も記載されているとされる。依頼者は、予言された通りに、予言を求めてやってくるのだという。
タミルナードゥ州タンジャーヴールのサラスワティー・マハル図書館に、いくつかのナディが保存されていることがわかっている。多くのバラモン占星術コミュニティも、これらのナディを所有していることが知られている。オリジナルのナディ占星術の館のほとんどは、ヒンディー語や英語さえほとんど話されていない、一般の人が訪問するのが困難なタミルナードゥ州の奥地にあるという。The Times of India の記事では、ナディを解読した情報は、過去の情報は詳細で正確だが、未来については不正確であり、未来への助言であるとしている。
深野一幸は、アガスティアの葉は保存のためにオリジナルのものから書き写され、1995年当時、13ヶ所の館と呼ばれる場所で保存されているとしている。ナディ・センター（ナディ占星術の館）の建物は古くて原始的な家であり、ナディ・リーダーは、南インドの家族経営の職業である。自分のナディの葉を求める依頼者は、ナディを読み解くナディ・リーダーに、男性は右手の拇印、女性は左手の拇印を提出する。拇印のパターンは108種類に分類されており、ナディの葉もまた、拇印のパターンによって分類されている。人間の拇印が108種類に分類され、それがさらに4つの分類に区別されていることで、各個人の葉を探すことが出来るのだという。依頼者は、葉に書かれている詩に基づいた一連の質問を受け、自分自身、両親、配偶者の名前を伝え、ナディ・リーダーはこれらの情報からその人の葉を探す。ナディ占星術の経験者によると、約1時間、200ほどの質問が行われており、これを通してナディ・リーダーは依頼者の様々な情報を得る。ガネーシャ・ナディでは、どんなナディも、黄道十二宮に基づいており、それぞれが150のナディアンサ（nadiamsas、上昇宮の弧のごく小さな単位）または300の半ナディアンサに分けられるとされる。つまり、360度の黄道帯を1800に分けた単位、もしくはその倍の3600に分けた細かい単位を用いて占われているため、その解釈は非常に正確であると考えられている。

## 日本での「アガスティアの葉」ブーム
日本では、1993年に著作でインドの宗教家サイババを紹介した青山圭秀が、翌年1994年に『アガスティアの葉―運命か自由意志か、そして星の科学とは何か』（三五館）を出版し、その人間の死ぬ時が分かるというインドの占いとして、アガスティア・ナディ、アガスティアの葉を紹介した。紹介者の青山が東大の大学院を出た理学博士・医学博士という理系のエリートだったこともあり、本書は爆発的に売れて、アガスティアの葉は一時的にブームになった、マスコミにも大々的に取り上げられていた。この占いを受けに行くツアーや、占い結果を入手できるという通信販売もあったようである。
日本でのブームは、バブル期からバブル崩壊直後の宗教ブームに続くものであり、アガスティアの葉やサイババといった神秘的なもの・霊的なものは、現実社会を生きることに不安を抱えた人々を引き付けた。アガスティアの葉のブームは、同時期に始まった船井総合研究所会長の船井幸雄が主導した精神世界の一大イベント「船井オープン・ワールド」（主催：船井総合研究所）と共に、後のスプリチュアル・ブームに結び付く流行であった。

## 予言の信憑性・批評
宗教学者の島田裕巳は、アガスティアの葉を使って占いをする場所を訪問したが、「このアガスティアの葉にも仕掛けがあり、古い経典を用いて、そこに記された文字に子音がないことを利用し、客から聞いたことをそこに当てはめ、それで占いを行っているように見えた。」と、そこで見たことを説明している。アガスティアの葉を保管すると称する館は複数あり、依頼者に様々な質問をしたり、待合室での会話を盗み聞きすることで情報を得るという占いの常套手段が用いられていると言われている。
青山圭秀は、指紋をあらかじめ葉を保存をしている館に提出して、再度、予約をして葉を探しに行く必要があると記述している。深野一幸は、館によっては予約をする際に個人情報を伝える必要があり、そのような館では信憑性が疑われると述べている。予約をせずに行くと、自分の葉がないこともあるという。
The Times of India の記事で、ナディは複数のナディ占星術の館が分散して保管しているため、訪れた館に自分の予言の葉がある可能性は低く、10％程度、インド中の本物のナディ占星術の館のほとんど全てを対象にするなら、70-80％程度見つかる可能性があると説明している。
ナディ占星術は近年人気が高まっているが、よく知られていないため、嘘の知識や偽の専門家が横行している。
Lois Laneは、ナディ占星術が本当に詳細な未来を教える予言なのか、占星術の出生図を用いた洞察に基づく推定なのかを検証するために、パンディット（バラモン学者）による生年月日・出生地の情報から出生図を作成して行う占星術の結果と、ナディ占星術の結果を比較したところ、ほぼ内容は一致していたという。ナディ占星術の結果は、パンディットによるものに比べ、出来事が起こる時期を予言するところが異なっており、より本物らしく見えるが、Laneはこの違いについて、ナディ・リーダーは葉を見つけるプロセスでの問答を通して、依頼者の詳細な情報を得ており、時期の予測がしやすいことに注意を促し、ナディ占星術は実質、一般的なインドの出生占星術と同じであるという見解を示した。
島田裕巳は、アガスティアの葉の占いで、これからの人生は順調だと言われ、取材の同行者の女優の高橋ひとみは、近いうちに結婚すると言われたが、どちらも当たらなかったという。パンタ笛吹は、アガスティアの葉に関する否定的な体験を綴った本を出版している。
日本での「アガスティアの葉」ブームでは詐欺行為も行われたと言われ、青山圭秀は2009年に再版した『アガスティアの葉[完全版]―未来のゆくえ、それは運命か、それとも自由意志か』で、その経緯と関係者に言及している。
Lois Laneは、ナディ・リーダーに、予言が示した問題を解決するためとして複雑な宗教的な解決策を提案されたが、それは高額なものだったと語っており、すべてのセッションは、救済策を講じないと問題が悪化するという警告で終了するため、彼らは宗教的イデオロギーを依頼者に恐怖心を生じさせる手段として利用しており、高額な救済策の提案は、明らかに生活のための金銭目的の行為であると批判した。

## 関連文献
- 青山圭秀『アガスティアの葉―運命か自由意志か、そして星の科学とは何か』三五館、1994年。ISBN 978-4883200245。
- 深野一幸『アガスティアの葉とサイババの奇跡』徳間書店、1995年。ISBN 4-19-860331-6。
- 青山圭秀『アガスティアの葉[完全版]―未来のゆくえ、それは運命か、それとも自由意志か』三五館、2009年。ISBN 978-4883204908。